# 忍者龜
忍者神龟（英語：Teenage Mutant Ninja Turtles (Mirage Studios)）是美国一支虚构的超级英雄战队，由四只基因变异后呈现拟人形态的青少年乌龟所组成，成员的姓名源自文艺复兴时期意大利艺术家的名字。他们跟随一只拟人态的老鼠先生学习忍术。忍者神龟居住在纽约市曼哈顿的地下水道裡，他们一边在社会里隐藏自己的行踪，另一边则与小混混、恶霸、变异生物以及外星入侵者战斗。
忍者神龟由凯文·伊斯特曼和彼得·莱尔德所创造，最早起源于幻影工作室所出版的同名漫画书（台灣曾在1990年間取得授權，由多樂坊（TOTAL FUN）文化事業有限公司發行過中文版漫畫。），随后他们的形象拓展到动画剧、动画电影、电子游戏、玩具以及其他周边商品上。在1980年代后期到1990年早期的特许经营盛行的高峰时期，忍者神龟在全球范围获得了商业成功并收获了广泛的赞誉。
2009年10月19日，忍者神龟的全部权利卖给了維亞康姆旗下的尼克儿童频道。

## 历史起源

《忍者神龟》第1期封面
（1984年5月出版）

忍者神龟最早于1984年出现在新罕布什尔州多佛市由幻影工作室出版的漫画书中。这个概念源自凯文·伊斯特曼和彼得·莱尔德在某个休闲夜晚一边看着糟糕电视一边进行头脑风暴时所绘出的草图。这些年轻的艺术家就利用退税款和伊斯特曼叔叔的贷款而自费发行了一本单期漫画书，而这本漫画书旨在戏仿漫威漫画的夜魔侠和新变种人，以及达沃·锡姆的蚁熊和弗兰克·米勒的浪人。自1984年以来，《忍者神龟》系列漫画书历经多家出版社。
当授权经销商马克·福瑞德曼（Mark Freedman）找到伊斯特曼和莱尔德寻求更广泛的销售机会时，神龟们获得了开始成为主流的机会。1986年，黑马微缩模型（Dark Horse Miniatures）制作了一套高约15（0.59英寸）的铅铸模型。1987年1月，伊斯特曼和莱尔德拜访了加州一家名为彩星玩具的小型玩具工厂，希望进军可动公仔（action-figure）市场。开发计划由公司和个人组成的富有创意的项目组负责进行，这包括由萨克斯－芬利广告代理公司（Sachs-Finley Agency）的杰瑞·萨克斯（Jerry Sachs）所带领的以福瑞德·沃尔夫为首的村上·沃尔夫·斯温森公司的动画师们。
阿罗尼安（Aaronian）带来了几位设计师与设定师兼作家约翰·舒尔特加盟团队，他们制定了简单的背景故事并将其用于产品的包装和推广营销上。

## 主要角色

### 團隊成員
| 姓名       | 暱稱   | 港动漫 | 眼罩颜色 | 所持武器 | 角色簡介 | 姓名來源         |
| ---------- | ------ | ------ | -------- | -------- | --- | ---------------- |
| 李奧納多   | 藍天使 | 帥李安 | 藍色     | 双刀     | 李奥納多是團隊裡縝密的战术家和无畏的领导者，也是他師傅的忠诚学生。作为团队里最认真负责的成员，他承担了其他兄弟的大部分责任，这也导致了他与拉斐尔的冲突。                                                                     | 列奥纳多·达·芬奇 |
| 拉斐尔     | 紅豆冰 | 翠尓菲 | 红色     | 双釵     | 拉斐尔是团队里的“坏小子”，脾气暴躁且极富侵略性的他往往在战斗中冲锋在前。他的纽约口音非常重，性格激烈且尖锐，经常会带来一些冷幽默。但是他非常忠实于自己的師父和兄弟。                                                         | 拉斐尔           |
| 多纳泰罗   | 紫葡萄 | 創立當 | 紫色     | 单棍     | 多纳泰罗是团队里的科学家、发明家、工程师和技术天才。擅长运用智慧解决问题的他或许是团队里最不暴力的一位成员，但他也会毫不犹豫地捍卫自己的兄弟。                                                                               | 多纳太罗         |
| 米开朗琪罗 | 柳丁花 | 樂米高 | 橙色     | 双节棍   | 米开朗琪罗是团队里最容易给人留下印象的成员，他是一个自由不羁却经常犯蠢的搞笑者，并以热爱披萨而闻名。尽管他也热衷于冒险，但却展现出冒险故事的搞笑面。忍者神龟中最不成熟的他展现出“冲浪者”的性格特点，并操持着一口南加州口音。 | 米开朗琪罗       |

### 重要配角

《忍者龜》#7封面

- 史林特（英语：Splinter (Teenage Mutant Ninja Turtles)）

忍者神龟的師父，他向他的主人兼忍术大师滨户良学习了忍术等内容。在1987年版动画片、阿奇版漫画和2012年版动画片中，斯普林特是滨户良变异成人形老鼠；而在2003年版动画片中，他是滨户良的宠物老鼠，并且是由于TCRI大厦的神秘泥沼而变异成人形老鼠；但到了IDW版漫画中，他是一只被滨户良转世托生的变异老鼠。
- 爱普莉尔·奥尼尔（英语：April O'Neil）

前疯狂科学家巴克斯特·斯托克曼的实验室助手，同时也是忍者神龟的人类朋友。爱普莉尔第一次与忍者神龟相遇是因为神龟们从斯托克曼发明的老鼠机器人手里将她救下。随后她便参与了许多神龟们的冒险经历，并通过帮助神龟从事一些他们不便公开进行的事情来帮助他们。不过在1987年版动画片、阿奇版漫画以及随后的电影三部曲和2014年重启版电影中，爱普莉尔则是一名电视新闻记者。而在电影三部曲之后的2007年电脑动画版电影中，爱普莉尔则和凯西·琼斯在一家航运公司上班。而到了2012年版动画片中，爱普莉尔则成了被忍者神龟救下的少女，同时在斯普林特的速成课程培训下也成了一名忍者。
- 凯西·琼斯（英语：Casey Jones (Teenage Mutant Ninja Turtles)）

一名戴着冰球面具隐藏身份的义警，是忍者神龟最亲密的同盟之一，此外他爱慕着爱普莉尔。凯西是在同拉斐尔对战过之后同忍者神龟相识的。凯西随身携带着高尔夫球袋，里面装着他赖以同犯罪势力战斗的武器。这些武器都是一些体育用品，比如棒球棍、高尔夫球棍和曲棍球棍。

### 反派角色
- 許瑞德（Shredder）

本名小禄崎（Oroku Saki）/川崎/宫本，腳族（Foot Clan）忍者的領袖，忍者龜們的宿敵，史普林特的死對頭，穿著特殊盔甲戴著面具，是個日本人而且是忍者大師，武術十分高強。
- 卡拉（Karai）

2003年動畫版登場角色，許瑞德的養女，在許瑞德死後繼任為一族首領，對應的日本漢字名為「辛」。

## 媒體作品

### 電視
- 《忍者龜》（1987）
- 《忍者龜：下一次突變（英语：Ninja Turtles: The Next Mutation）》（1997）
- 《忍者龜》（2003）
  - 《永遠的忍者龜》（2009）
- 《忍者龜》（2012）
- 《忍者龜之風雲再起（英语：Rise of the Teenage Mutant Ninja Turtles）》（2018）
  - 《忍者龜之風雲再起電影版》（2022）
- 《忍者龜之都市傳奇（英语：Tales of the Teenage Mutant Ninja Turtles (TV series)）》（2024）

### 電影

#### 真人電影
- 《忍者龜》（1990）
- （1991）
- （1993）
- 《忍者龜：變種世代》（2014）
- 《忍者龜：破影而出》（2016）

#### 動畫電影
- （2007）
- 《忍者龜：變種大亂鬥》（2023）
- 《忍者龜：變種大亂鬥2》（2026）

#### 其他電影
- 《蝙蝠俠大戰忍者龜（英语：Batman vs. Teenage Mutant Ninja Turtles）》（2019）

### 电子游戏
《TMNT: Shredder's Revenge/忍者龜：許瑞德的復仇/ミュータント タートルズ:シュレッダーの復讐》
由Tribute Games開發，Dotemu發行的清版動作遊戲，於2022年6月16日，在PS4、XBOX ONE、Switch、PC平台推出數位版，之後2022年8月25日發行實體版，2023年1月26日於PS5平台推出實體與數位板。
並附上簡中、繁中、日文等多國介面/字幕。
首次6人離線/連線合作遊玩，登場角色除4位主角外追加系列遊戲中無法操作的艾波、史普林特以及清版動作系列未登場，僅格鬥系列登場的凱西共7位玩家角色。
依據玩家人數越多(最大6人)，敵人的數量就會越多。
追加DLC《次元震撼（Dimension Shellshock）》於2023年9月1日釋出，追加新遊玩角色：宮本兔&卡拉，新追加的生存模式。
第二季DLC《鬥志昂揚的爬行動物（Radical Reptiles）》於2024年9月25日釋出，追加新遊玩角色：蒙多壁虎&蒙娜麗莎，追加免費DLC：混音版BGM。

### 脚注
1. ↑  早期在台灣中視播出的1987年版電視动画中亦直接稱作“達文西”。
2. ↑  早期在中国地區内动画片中也有译作“爱因斯坦”。

### 出典
1. ↑  . The New York Times. 2009-04-20  [2010-11-09]. （原始内容存档于2018-12-26）.
2. ↑  Greenberg, Harvey R. . The New York Times. 1990-04-15  [2010-08-07]. （原始内容存档于2019-06-06）.
3. ↑  . 2009-10-21. （原始内容存档于2010-03-15）.
4. ↑  . Kung Fu Magazine.   [2009-12-27]. （原始内容存档于2013-11-12）.
5. ↑  . 2007-01-26. （原始内容存档于2010-01-03）.
6. 1 2  Wiater, Stanley. . Villard Books. 1991. ISBN 0679734848.
7. . 聯合新聞網. 2016-06-15 13:40  [2022-04-06]. （原始内容存档于2021-09-23）.

## 延伸阅读
- Kevin Eastman. . Los Angeles: Heavy Metal. 2002. ISBN 1-882931-85-8.
- Stanley Wiater. . New York: Villard. 1991. ISBN 0-679-73484-8.